# 石井健一郎

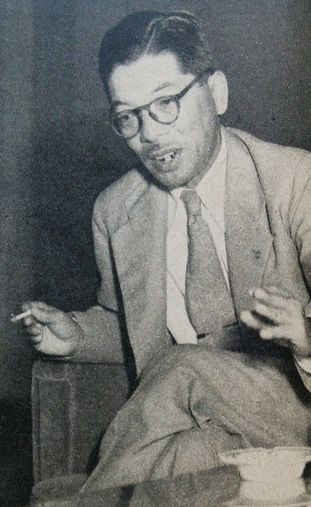
1953年

石井 健一郎 （いしい けんいちろう、1903年9月19日 - 2001年4月29日）は、元大同特殊鋼社長。同社名誉会長。元日経連副会長。愛知県経営者協会元会長。香川県高松市出身。

## 来歴
1924年（大正13年）第一回選抜高校野球大会において、母校である高松商業の監督を務め優勝に導く。（大同特殊鋼 創業100周年特設サイト 選抜発祥の地）　　　　　　　　　　　　　　　　　　　　1926年（大正15年）、名古屋高等商業学校（現名古屋大学経済学部）卒業後、大同製鋼（現大同特殊鋼）に入社。モータリゼーション時代の到来を予見し、特殊鋼一貫製造拠点の知多工場を建設。また、巧みな手腕で業界再編成を推進。同社の礎を築き、同社“中興の祖”と称されている。
2001年（平成13年）4月29日、老衰のため97歳で死去した。

## 経歴
- 1926年（大正15年） - 名古屋高等商業学校（現名古屋大学経済学部）卒業
- 1926年（大正15年） - 大同製鋼（現大同特殊鋼）入社
- 1949年（昭和24年） - 取締役就任
- 1958年（昭和33年） - 代表取締役社長
- 1959年（昭和34年） - 中部インダストリアル・エンジニアリング協会会長[3]
- 1963年（昭和38年） - 其湛会（のちにキタン会に改称）会長[4]
- 1971年（昭和46年） - 愛知県経営者協会会長[5]